# Maskstenknäckar
Maskstenknäckar (Eophona) är ett släkte i familjen finkar inom ordningen tättingar. Släktet omfattar två arter som förekommer i östra Asien:
- Mindre maskstenknäck (R. migratoria)
- Större maskstenknäck (R. personata)